# セシル・オーブリー
セシル・オーブリー（Cécile Aubry、1929年8月3日 - 2010年7月19日）はフランスの映画女優、作家。テレビドラマの監督、脚本家でもある。

## 経歴
オーブリーはフランスのパリに生まれ、映画『黒ばら』(1948)、『情婦マノン』 (1950)、『青ひげ』(1951)で国際的なスターになり、1950年6月には、雑誌ライフの表紙を飾った。
のちに結婚して女優業を引退し、児童文学の作家に転身。自作「アルプスの村の犬と少年」、「ぼくらのポリー」のシリーズを原作に、フランスで連続テレビドラマを製作。脚本を執筆し、何本かのエピソードでは監督もつとめた。「アルプス」ではナレーションも担当した。どちらもオーブリーの息子メヘディ・エル・グラウイが主役で出演している。

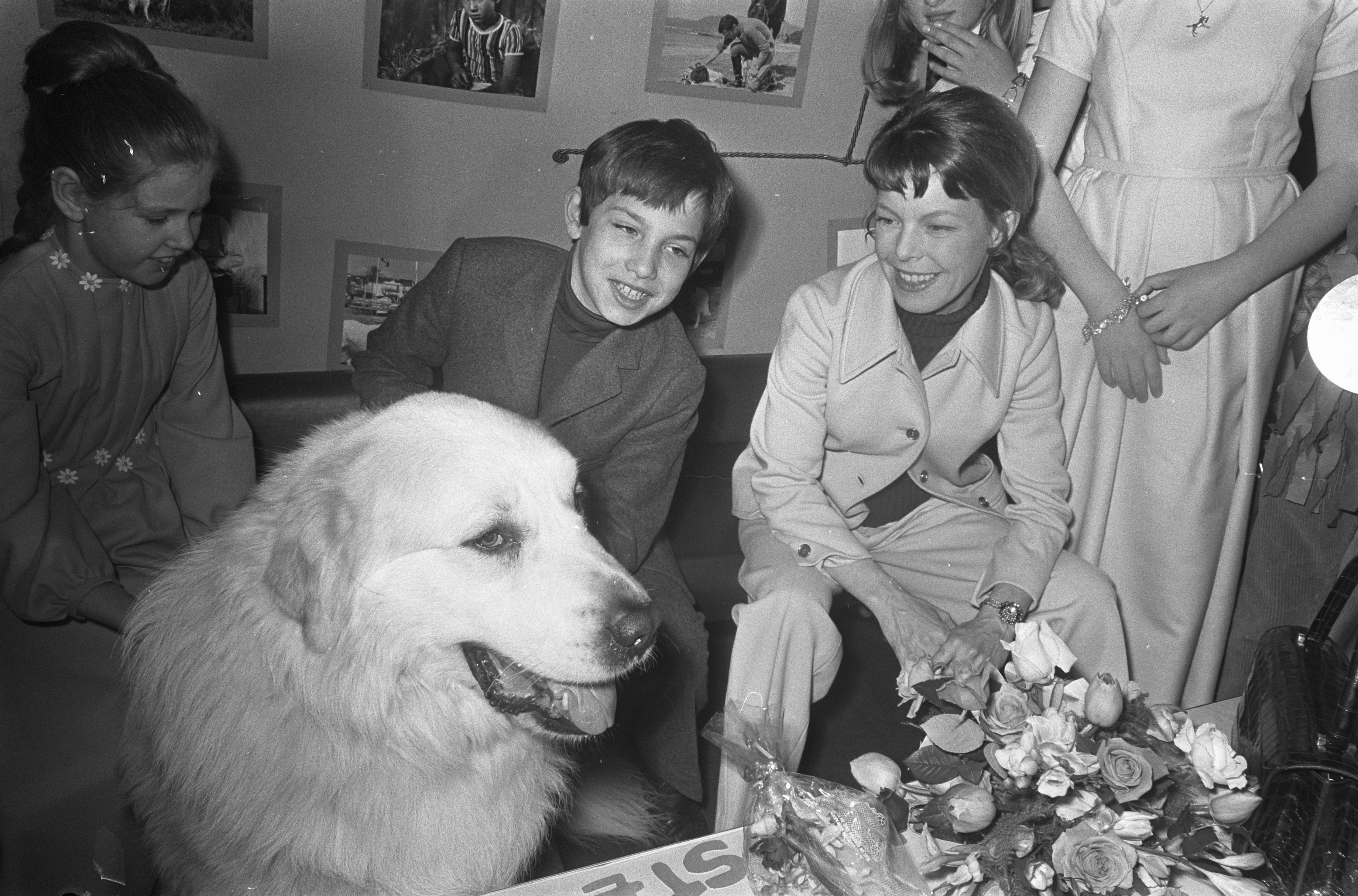
左がメヘディ・エル・グラウイ右がセシル・オーブリー

「アルプス～」は日本で「名犬ジョリィ（NHK）」（1981年～1982年）のタイトルでアニメーション化された。「名犬ジョリィ」ではセシル・オウブリと表記されている。「ぼくらのポリー」は、1962年よりNHKで放映された。
2010年7月19日、肺癌のために逝去。80歳没。

## 主な作品

### 映画
- 情婦マノン 　Manon (1948)
- 黒ばら 　The Black Rose (1950)
- 青ひげ 　Barbe Bleue (1951)

### 小説
- アルプスの犬と少年シリーズ 　Belle et Sébastien
- ぼくらのポリーシリーズ 　Les Aventures de Poly

### テレビドラマ
- ぼくらのポリー 　Poly (1961) 製作、脚本、監督
- アルプスの犬と少年 　Belle and Sebastian(1965) 製作、脚本、監督、ナレーション

### 映画化
- ベル&セバスチャン(映画)（英語版）(2013)
- ベル＆セバスチャン 新たな旅立ち（英語版）(2015)

### アニメ化
- 名犬ジョリィ（NHK）（1981 ｰ 82）

- ベル＆セバスチャン(TVアニメ)（英語版）(2017)

## 脚註
1. ↑  French film star Cecile Aubry dies at 81 BBC Entertainment News 2010-7-21